# Mungo (Fako)
Mungo (Mongo, Bonako-Mungo) ist ein Ort im Departement Fako in der Région du Sud-Ouest in Kamerun. Er gehört zur Commune (Collectivité Territoriale Décentralisée de base) Tiko

## Geographie
Westlich des Ortes erhebt sich der Hügel Ewani (404 m). Im Osten erstreckt sich das Schutzgebiet Banyang Mbo Protected Area.
Eine unbefestigte Straße von Mudéka aus verbindet Mungo mit der Außenwelt. Von dort aus erreicht man die Straße Tiko-Douala.

## Geschichte
Seit 2014 besteht eine kirchliche Partnerschaft zwischen dem Kirchenbezirk Tübingen der Evangelische Landeskirche in Württemberg und dem Kirchenbezirk der Presbyterianischen Kirche in Kamerun (PCC) Mungo Presbytery.